# Before Dawn (film din 2024)
Before Dawn este un film de război australian regizat de Jordon Prince-Wright după un scenariu de Wright și Jarrad Russell și lansat la 21 iunie 2024. Rolurile principale au fost interpretate de actorii Ed Oxenbould și Levi Miller. Prezintă participarea Armatei australiene pe frontul de vest din Primul Război Mondial.

## Distribuție
- Levi Miller – Jim Collins
- Ed Oxenbould – Don
- Stephen Peacocke – Cpl Beale
- Myles Pollard – Sgt Beaufort
- Travis Jeffery – Thomas Nickels
- Lawrence Murphy – Charlie
- Tim Franklin – Big Tooth
- Noah D'Annunzio – Photographer
- Jordan Dulieu – Ned Wright
- Paul Walenkamp – Lieutenant Longhorn